# 錫爾伯考勒錫芬河

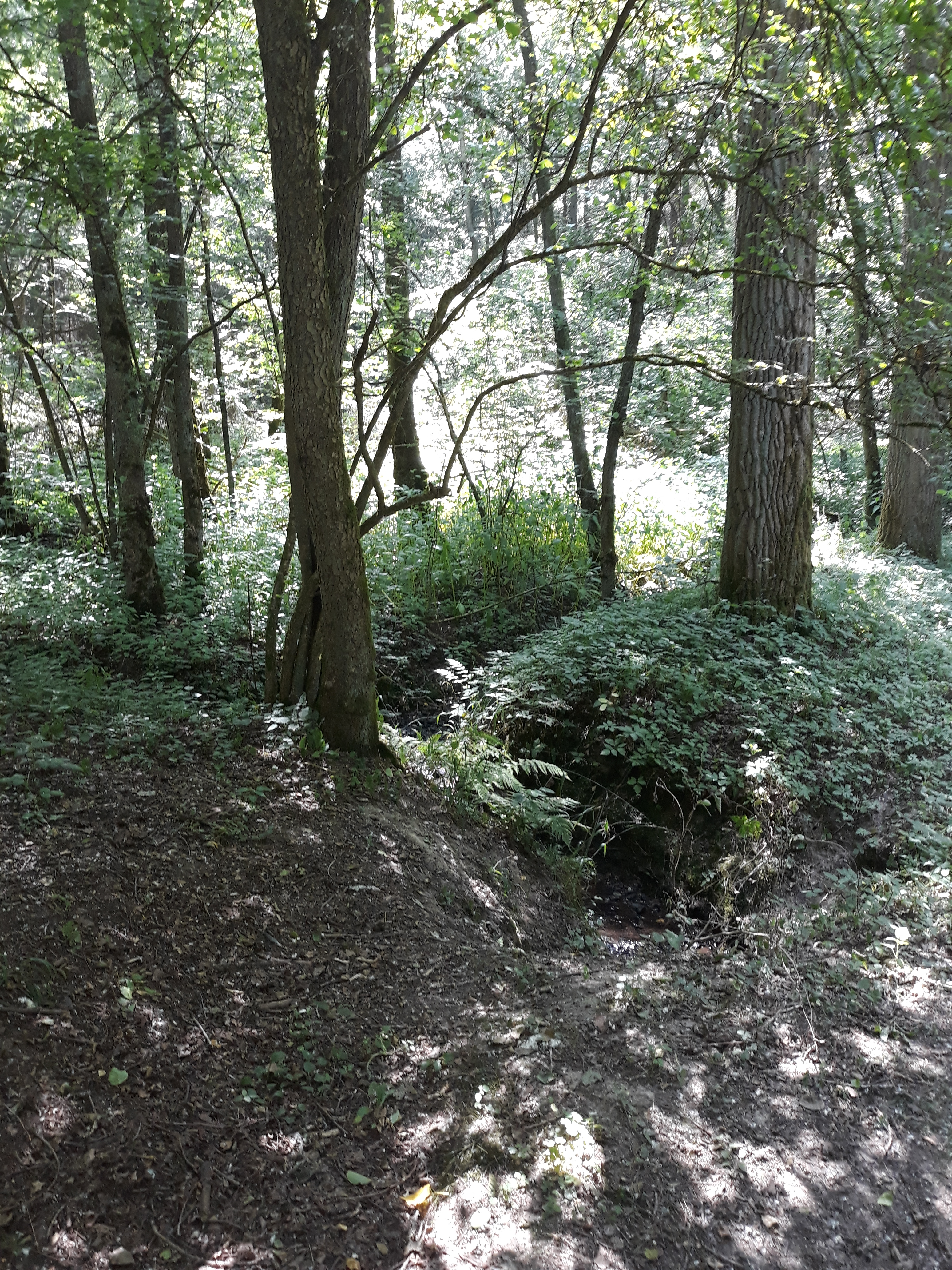

50°59′59″N 7°13′22″E / 50.999730°N 7.222825°E
錫爾伯考勒錫芬河（德語：Silberkauler Siefen），是德國的河流，位於該國西部，處於北萊茵-威斯特法倫州，屬於迪爾施巴赫河的右支流，河道全長2公里，河畔城鎮有貝吉施格拉德巴赫和屈爾滕。